# Nyeri
Nyeri est une ville située dans les hauts plateaux centraux du Kenya. C'est le chef-lieu du comté de Nyeri. La ville était le siège administratif central de l'ancienne province centrale du pays. À la suite de la dissolution des anciennes provinces par la nouvelle constitution du Kenya le 26 août 2010, la ville est située à environ 150 km au nord de la capitale du Kenya, Nairobi, ldans les hauts plateaux centraux du pays, densément peuplés et fertiles, situés entre la base est de la chaîne d'Aberdare (Nyandarua), qui fait partie de l'extrémité orientale de la vallée du Grand Rift, et les pentes occidentales du mont Kenya.
La population de la ville, selon le recensement de la population et de l'habitat du Kenya de 2019, est estimée à 140 338 habitants. Cependant, ce nombre est en augmentation rapide. Il y a cependant une population significative de fonctionnaires et de salariés d'entreprises qui résident habituellement à Nyeri mais qui, lors du recensement, choisissent d'être comptés dans leurs régions d'origine ou dans les régions où résident leurs familles. La ville a un coût de la vie relativement bas par rapport à Nairobi et à d'autres grands centres urbains du Kenya. Située dans les hauts plateaux fertiles du Kenya, la nourriture et l'eau sont abondantes et relativement bon marché,.
Nyeri abrite la tombe de Robert Baden Powell, le fondateur du mouvement scout. C'est également la ville natale de feu la lauréate du prix Nobel Wangari Maathai. La ville est également le foyer de l'Université de Technologie Dedan Kimathi (DeKUT), fondée par la communauté locale au début des années 1970 en tant qu'institut de technologie, et convertie en université à part entière en 2012.

## Histoire

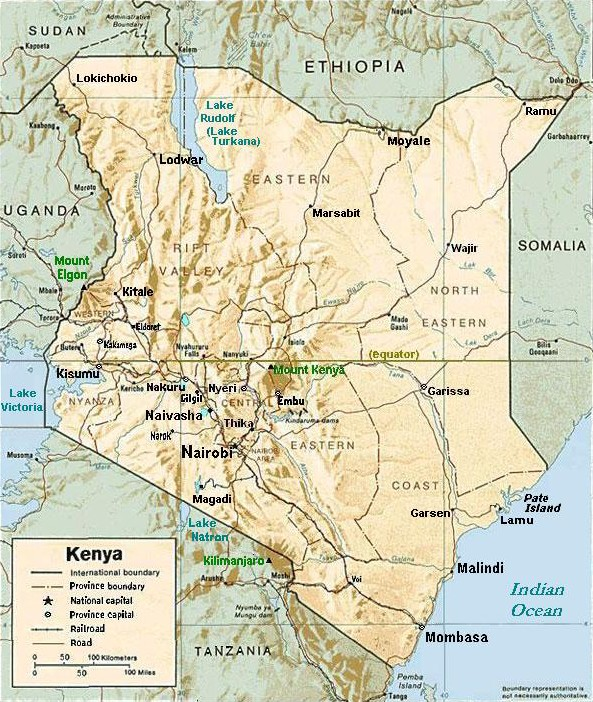
Nyeri était le siège de l'ancienne province centrale du Kenya et est aujourd'hui la plus grande ville et le nouveau siège du nouveau comté de Nyeri.

Vers la fin de 1902, alors que les Britanniques établissent leur présence coloniale, Richard Meinertzhagen dirige une colonne militaire forte rencontrant une résistance farouche de la part des guerriers Kikuyu dirigés par Wangombe Wa Ihura. Les Kikuyu sont finalement vaincus. Après la victoire de Meinertzhagen, une décision est prise d'implanter un poste britannique près d'une petite colline sur les pentes du mont Kenya. Les Kikuyu appellent la colline Kia-Nyiri tandis que leurs voisins Massaï l'appellent Na-aier. Le poste tire son nom de la petite colline. Le poste prend son nom de la petite colline. Le 18 décembre 1902, Nyeri est fondée.
Peu de temps après l'établissement du poste, un flot de colons européens, de missionnaires et de marchands indiens commence à migrer vers Nyeri et les environs. La ville devient rapidement un centre commercial pour les agriculteurs colons blancs qui produisent du bétail, du blé et du café. La ville est particulièrement associée à l'ensemble de la Communauté de la Vallée Heureuse dans la première moitié du XXe siècle. Le Nyeri Golf Club, l'Hôtel White Rhino, l'Outspan Hotel et l'Aberdare Country Club à la ville voisine de Mweiga sont des reliques de ces jours coloniaux.

## Démographie et culture

### Origine ethnique et langue
La majorité des habitants de Nyeri sont membres de la plus grande ethnie du Kenya, les Kikuyu, les habitants étant généralement connus sous le nom de « Nyeri Kikuyu ». La langue kikuyu est largement parlée, ainsi que la langue nationale du Kenya, le swahili, ainsi que la langue officielle du Kenya, l'anglais.

### Religion
Suivant le schéma national du Kenya en tant que pays principalement chrétien, le christianisme est la principale religion. Les principales dénominations chrétiennes sont les catholiques - qui abritent la cathédrale et la résidence officielle de l'archevêque -presbytériennes, anglicanes, pentecôtistes et les dénominations indigènes, dans cet ordre. Les résidents plus âgés, qui ont tendance à fréquenter les églises traditionnelles, sont invariablement plus religieux que les plus jeunes. Les musulmans, les croyants traditionnels africains et les hindous, dans un ordre décroissant, forment une petite minorité,.
À environ 5 km du centre-ville se trouve la mission de Mathari, un complexe de plusieurs bâtiments et institutions catholiques, établi par des missionnaires italiens au début du XXe siècle. La mission est composée de couvents pour les religieuses, d'écoles, d'un collège de formation des enseignants et d'autres collèges professionnels. Elle abrite également l'hôpital Consolata et l'école d'infirmières Consolata, principalement dirigés par des religieuses de l'ordre de la Consolata. Nyeri est également le lieu de repos de la Bienheureuse Stephanie Nyaatha.

### Éducation

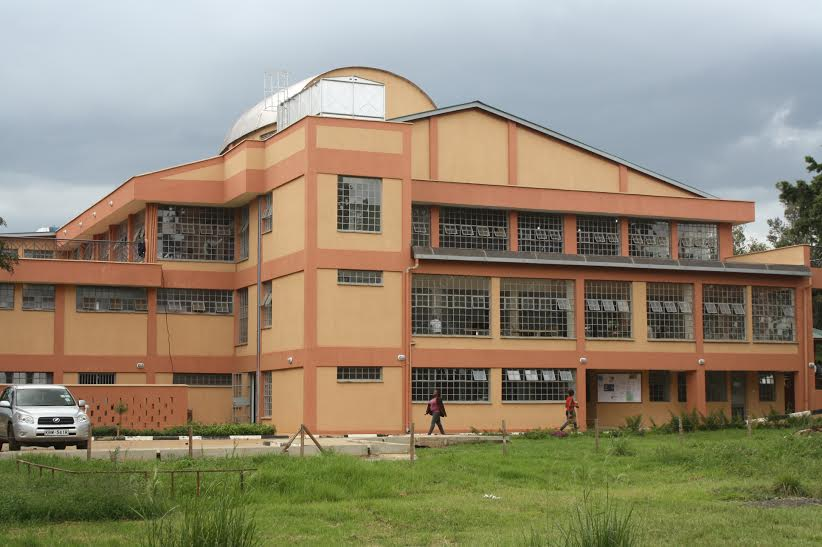
Université de technologie Dedan Kimathi

En plus de ses deux universités locales, l'Université de Technologie Dedan Kimathi et l'Université Karatina récemment agrandie, Nyeri accueille des campus satellites de diverses universités publiques kényanes telles que l'Université de Nairobi et l'Université Kenyatta.
Le Collège National de Formation de la Police est situé à Kiganjo, à 10,8 km de la ville. Il y a un Collège de Formation Médicale, une école d'infirmières gouvernementale, deux collèges polytechniques, ainsi que plusieurs écoles secondaires et primaires privées et publiques telles que Moi Nyeri Complex, Temple Road, DEB Muslim et Ngangarithi Primary. La ville abrite également le Polytechnique National de Nyeri. D'autres collèges de formation technique dans la ville comprennent Tetu TVC, Mathira TVC et Kieni Esat TVC ainsi que de nombreux centres de formation professionnelle et technique répartis dans le comté. L'archidiocèse de l'Église catholique romaine de Nyeri gère plusieurs écoles, collèges et hôpitaux. La ville abrite également trois écoles nationales, Kagumo High School, Nyeri High School et la Bishop Gatimu Girls High School à Nyeri. Elle est également le foyer d'écoles extra-comtales prestigieuses dans la nation comme Othaya Boys High School et Mahiga Girls Secondary School. St. Mary's Boys Secondary School Nyeri est une autre école secondaire performante située dans la ville de Nyeri.

## Économie
Le plus grand employeur formel à Nyeri, étant jusqu'à récemment le siège administratif de l'ancienne Province Centrale, est le gouvernement du Kenya. Le Conseil Municipal local et les fournisseurs d'électricité sont également des employeurs importants. Les différents secteurs de l'industrie des services, y compris la vente au détail, l'hôtellerie, la banque, l'assurance, l'industrie caritative, les organismes religieux en particulier l'Église Catholique et les professionnels sont également des employeurs importants.
Les principales usines industrielles sont une usine de mise en bouteille de Coca-Cola, une usine de mise en bouteille d'eau et de jus de fruits, plusieurs usines de transformation de thé et de café, une usine de traitement et d'emballage de lait appartenant et exploitée par les Laiteries Coopératives du Kenya Ltd, et plusieurs minoteries de maïs. Il existe également une large gamme d'industries légères en grande partie non sophistiquées, comprenant des garages de réparation automobile, des ateliers de réparation électronique, des ateliers de menuiserie, des boutiques de couture et des boulangeries. Des opportunités d'investissement attrayantes existent dans la zone industrielle de Kiganjo à Nyeri, desservie par la ligne de chemin de fer récemment rénovée et disposant de terres en abondance pour l'expansion industrielle.
Une industrie majeure à Nyeri est l'agriculture, qui est pour l'essentiel non mécanisée. La zone urbaine de la ville fait en fait partie des zones rurales environnantes du comté de Nyeri, avec des exploitations agricoles dans la municipalité se mêlant harmonieusement à la zone rurale. Les principales cultures commerciales sont le café et le thé, principalement cultivés par de petits exploitants organisés en coopératives ou entreprises quasi-privées soutenues et supervisées par l'État pour la distribution des intrants agricoles, la transformation de base et les besoins de commercialisation.
Les principales cultures vivrières sont le maïs, l'aliment de base dans la plupart du Kenya, les légumineuses (en particulier les haricots et les pois), les tubercules (principalement les pommes de terre) et les légumes (en particulier les tomates, le chou, les épinards et le chou frisé). Le bétail, principalement des vaches laitières, des chèvres, des moutons et des poulets, est également largement élevé. La culture vivrière et l'élevage sont également pratiqués par de petits exploitants, la commercialisation et la distribution des excédents de production (après la consommation des agriculteurs) étant effectuées de manière privée.
Le tourisme est également important, car il existe de nombreuses destinations touristiques à proximité, notamment les parcs nationaux d'Aberdare et du mont Kenya, ainsi que plusieurs hôtels proposant du tourisme de conférence et des vacances à la campagne. Le Musée de Nyeri est situé dans la ville de Nyeri, il abrite des artefacts culturels et l'histoire coloniale du Kenya.

### Transport

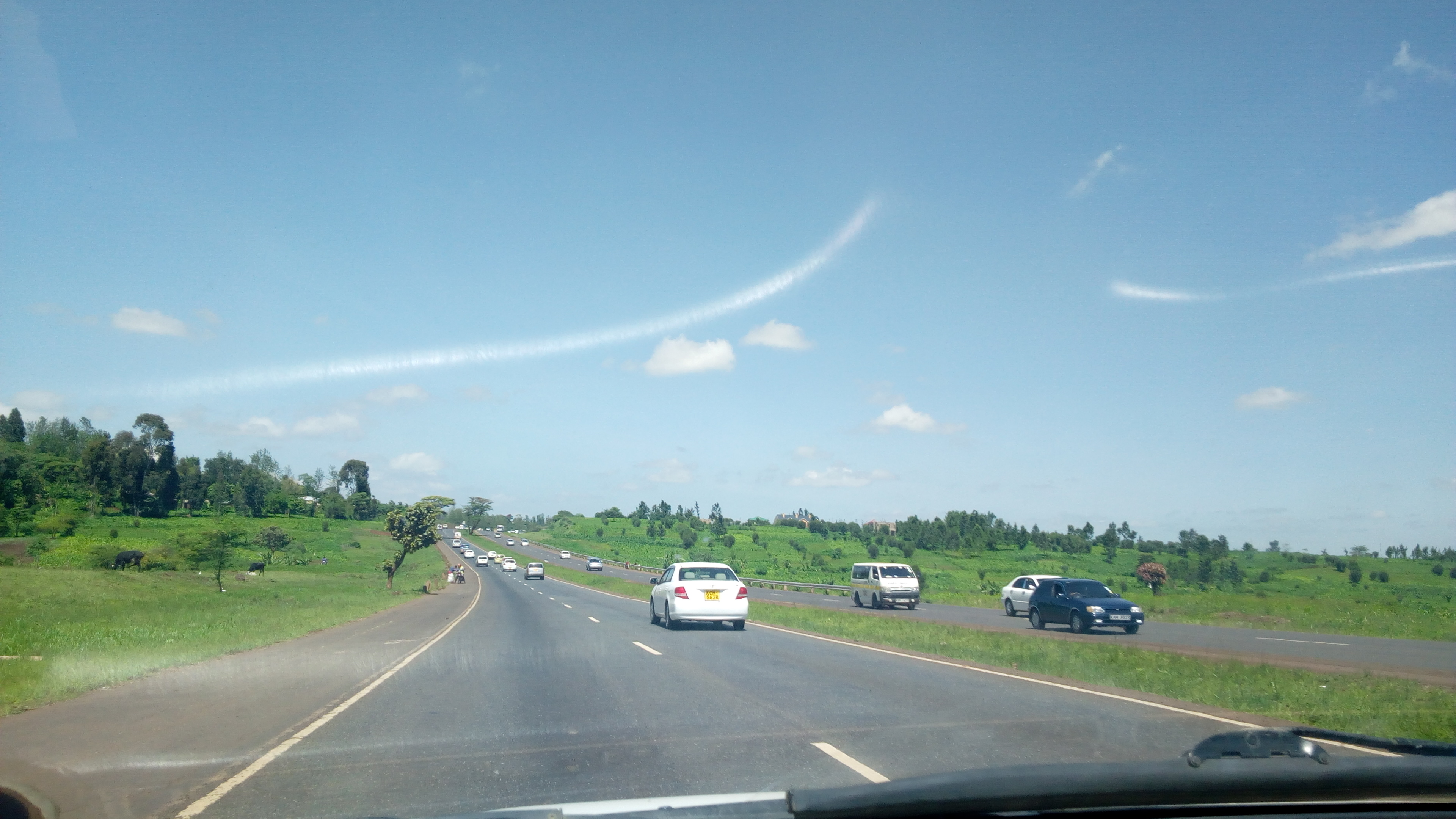
Autoroute Nairobi-Nyeri

Nyeri est desservie par un réseau routier en macadam raisonnablement bien entretenu qui la relie à Nairobi, Nakuru, Nanyuki, Othaya et d'autres villes environnantes. La nouvelle autoroute à quatre voies Kenol-Marua se termine à quelques kilomètres de la ville de Nyeri. La plupart du transport de marchandises vers et depuis Nyeri se fait par la route, bien que la ville dispose d'une gare ferroviaire largement sous-utilisée à Kiganjo (à environ six kilomètres de la ville en direction de Nanyuki) sur la ligne secondaire du chemin de fer de Nairobi à Nanyuki.
Un aéroport et quelques aérodromes desservent la ville : l'un à Mweiga (à environ 15 kilomètres de la ville en direction de Nakuru) et un autre à Nyaribo, sur la route de Nanyuki à Naromoru. Le principal mode de transport public de passagers vers, depuis et à l'intérieur de Nyeri se fait par des minibus de quatorze places (matatu), bien que des taxis de type berline sans compteur soient également largement utilisés.

### Tombes notables

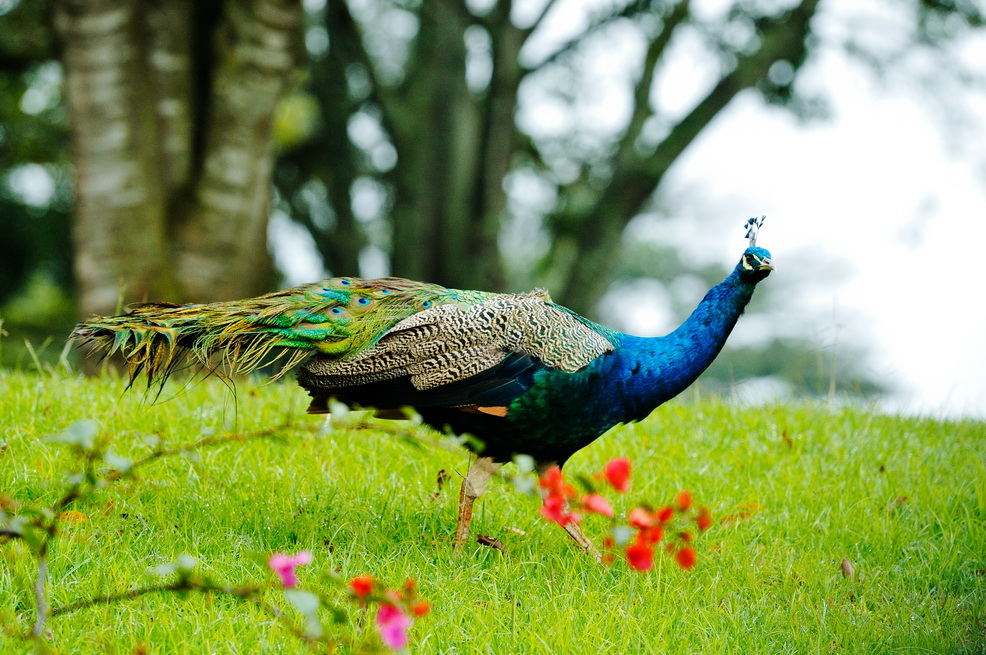
Paon à l'hôtel Outspan, Nyeri

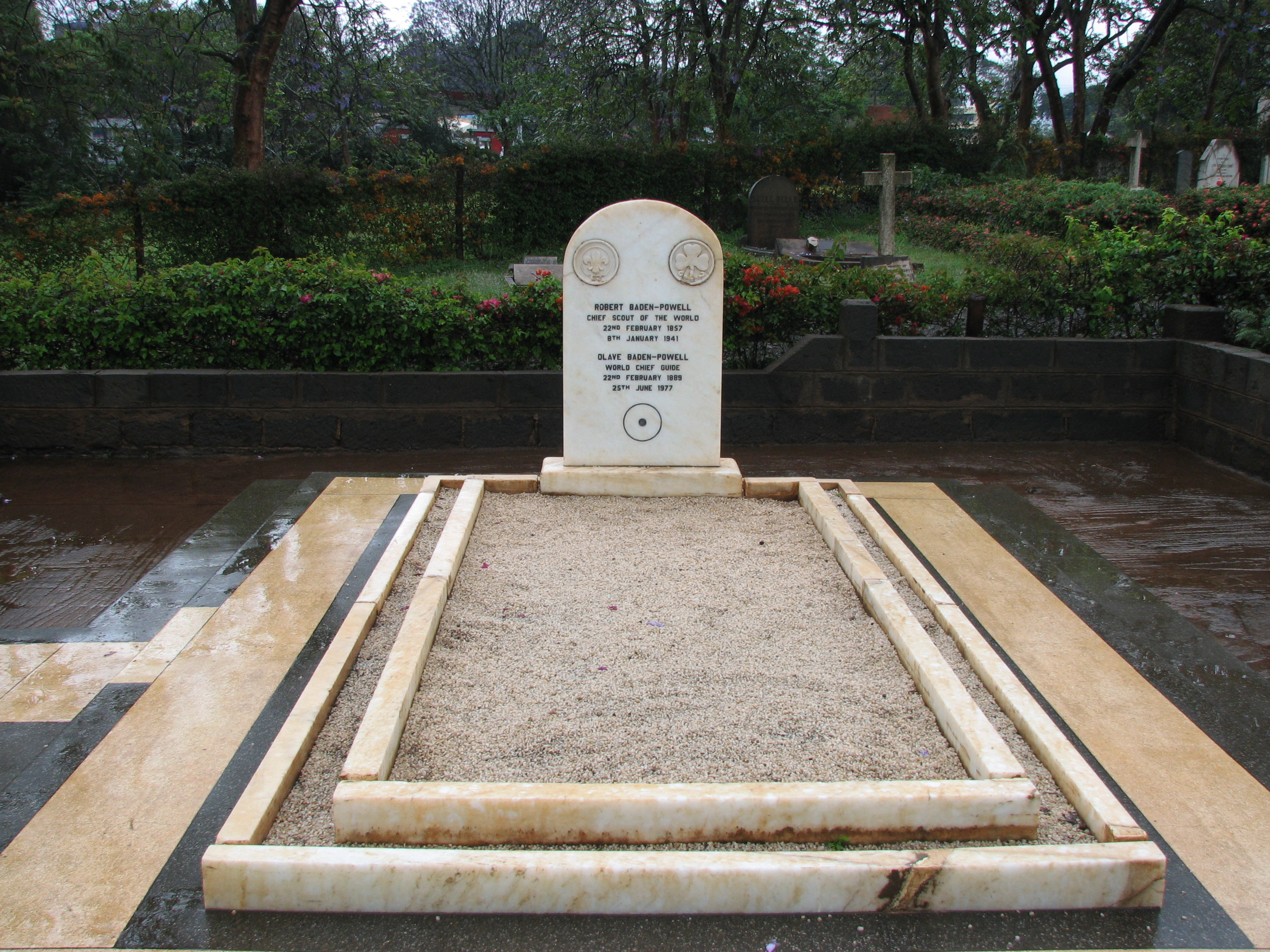
Le lieutenant-général. Tombe de Lord Baden-Powell

Nyeri accueille de nombreux visiteurs sur la tombe de Baden-Powell, lieu de repos du lieutenant-général Lord Baden-Powell, commandant britannique de la guerre des Boers et fondateur du mouvement scout, qui a écrit un jour « plus on se rapproche de Nyeri, plus on se rapproche du bonheur » . Lui et son épouse, Olave, Lady Baden-Powell, sont enterrés dans le cimetière de la ville. Baden-Powell avait fait construire un chalet, qu'il appelait "Paxtu". Il y a vécu jusqu'à sa mort, et c'est maintenant un petit musée ; il se trouve dans les jardins de l'Outspan Hotel. Nyeri reste un lieu de pèlerinage pour les mouvements scouts et guides du monde entier, les membres se rassemblant dans la ville de temps en temps pour diverses activités et fonctions.
Il y a également des visiteurs à la Chapelle du Mémorial de Guerre italien à Mathari, construite en 1952 par le gouvernement italien en l'honneur des soldats de l'armée royale italienne, des prisonniers de guerre et autres internés, de l'époque de la Seconde Guerre mondiale, qui sont décédés en Afrique de l'Est, y compris 69 recrues africaines aux forces italiennes, principalement des Somaliens. Parmi ceux qui sont enterrés à Mathari se trouve le prince Amédée, duc d'Aoste, vice-roi de l'Afrique orientale italienne, dont le tombeau se trouve dans la chapelle, devant l'autel.
La chapelle n'est pas utilisée pour le culte régulier, mais une messe spéciale est célébrée tous les 2 novembre en mémoire des soldats tombés au combat et de ceux qui sont morts en captivité. Les murs du bâtiment principal de l'église sont couverts de mémoriaux pour les nombreux militaires italiens morts pendant la guerre. Chaque mémorial est sous la forme d'une petite plaque oblongue indiquant le nom du soldat, le bataillon auquel il a servi et le lieu où il est mort.
Nyeri est également le lieu de sépulture du chasseur et défenseur de l'environnement Jim Corbett, l'auteur de Man-Eaters of Kumaon (1944).

#### Mont Kenya
Le mont Kenya et la colline de Nyeri sont à proximité, ainsi que les collines de Tetu à 50 km au nord-est. À environ 20 km de la ville se trouve le parc national du Mont Kenya. Le mont Kenya est un volcan éteint situé sur l'Équateur. La montagne a deux principaux sommets enneigés - Batian (5 200 m) et Nelion (5 188 m). C'est la montagne la plus haute du pays et la deuxième, après le Kilimandjaro, d'Afrique.
Les pentes de la montagne sont couvertes de forêts, de bambous, de broussailles et de landes, laissant place sur les sommets centraux élevés à la roche, à la glace et à la neige. Ses vallées glaciaires en forme de U, ses sommets escarpés enneigés, son désert afro-alpin, ses trente lacs et ses huit types de forêts naturelles différents ainsi qu'une variété d'espèces sauvages en font un lieu de convergence d'attractions naturelles. La faune du parc comprend l'hylochère, le dendrohyrax, la mangouste à queue blanche, la panthère noire, le bongo, l'éléphant, le rhinocéros noir, le suni, le céphalophe à front noir, le rat-taupe et plus de 130 espèces d'oiseaux. Les activités qui se déroulent dans le parc comprennent les safaris, les promenades dans la nature, l'escalade, l'observation de la faune, le camping et l'exploration de grottes.

#### Les Aberdares
À environ quinze kilomètres de Nyeri, de l'autre côté du mont Kenya, se trouve le parc national d'Aberdare. Les Aberdares sont une vieille chaîne de montagnes volcaniques avec des sommets plus bas en raison d'une période plus longue d'érosion. Il offre des vues sur le mont Kenya à l'est et la vallée du Grand Rift à l'ouest. Sa végétation inhabituelle, son relief accidenté, ses ravins profonds coupant ses pentes forestières à l'est et à l'ouest, ses ruisseaux d'eau claire et ses cascades se combinent pour créer une région d'une grande beauté panoramique. Ses principales attractions comprennent les sommets Lesatima et Kinangop et de nombreuses cascades, dont la magnifique cascade de Karuru qui chute de 272 mètres, la cascade de Zaina qui chute d'environ 140 mètres et la cascade de Gura qui chute de 305 mètres,.
Le parc abrite de nombreuses espèces en voie de disparition, notamment le rare bongo, le sanglier géant des forêts, des meutes de chiens sauvages maintenant très rares, ainsi que le rat-taupe et la musaraigne endémiques. Parmi les autres animaux figurent une grande population de rhinocéros noirs, de léopards, d'espèces d'oiseaux endémiques, de reptiles et d'insectes. Les activités comprennent les safaris et les promenades dans la nature. Les truites brunes et arc-en-ciel abondent dans les ruisseaux de montagne frais. Dans le parc, les lodges près des points d'eau offrent la possibilité d'observer la faune de nuit à proximité. C'est à l'Hôtel Treetops que la princesse Elizabeth, duchesse d'Édimbourg (aujourd'hui Elizabeth II) est informée de la mort de son père lors d'une retraite de lune de miel, et de son accession au trône. Le parc est également connu pour les cachettes de Kimathi, les grottes Mau-Mau et le "bureau de poste" de Kimathi où les agents laissaient des messages pour les combattants Mau Mau pendant les guerres de guérilla pour l'indépendance du Kenya.

#### Ranchs privés
À proximité de la ville se trouvent plusieurs ranchs privés, dont beaucoup servent également de réserves fauniques privées, comme Solio Ranch, Ol Pejeta Conservancy et Lewa Wildlife Conservancy. De nombreux touristes haut de gamme séjournent dans ces ranchs, notamment des célébrités telles que Bill Gates.

## Administration et gouvernement
Nyeri est désormais, en tant que centre administratif, en transition alors que les nouvelles structures de gouvernance et administratives créées par la nouvelle Constitution kenyane en sont aux premiers stades de mise en œuvre.

### Gouvernement central
Nyeri, comme indiqué ci-dessus, était le siège provincial de la province centrale, aujourd'hui disparue. Le sort de l'administration provinciale fait désormais l'objet d'un débat national intense alors que le pays passe à la nouvelle structure de gouvernance de la nouvelle Constitution. En attendant, le commissaire provincial central (PC) reste à Nyeri. Sous lui restent le commissaire de district du district central de Nyeri (DC), les officiers divisionnaires (DO), les chefs de localisation et les chefs adjoints.
Divers départements de la province centrale et du district central de Nyeri des différents ministères du gouvernement du Kenya, et les bureaux provinciaux centraux de plusieurs départements du gouvernement du Kenya et sociétés d'État sont également toujours basés à Nyeri.
L'officier de police provincial central (PPO) du service de police du Kenya et sous lui, en tant que l'un des chefs de division de police, le commandant de la police divisionnaire de Nyeri (OCPD) sont basés à Nyeri.

### Gouvernement local
Nyeri attend actuellement d'obtenir le statut de ville avec une charte certifiée, mais sa croissance récente prouve qu'elle est une ville. L'assemblée du comté est composée de MCA élus et d'un gouverneur de comté. Le système législatif du comté est également dirigé par un président du comté. Le Conseil est basé à la mairie de Nyeri. Depuis la promulgation de la nouvelle constitution, l'administration est assurée par le gouvernement du comté.

### Représentation parlementaire
La municipalité de Nyeri est une circonscription parlementaire connue sous le nom de circonscription de la ville de Nyeri, représentée à l' Assemblée nationale par un député élu. L'hon. Duncan Maina Mathenge est l'actuel député.

## Personnes
Les habitants du comté de Nyeri comprennent :
- Mwai Kibaki, troisième président du Kenya de 2002 à 2013
- Geoffrey Rigathi Gachagua, actuel vice-président du Kenya
- Stanley Mathenge, général Mau Mau
- Nicodemus Kirima, archevêque de l'archidiocèse de Nyeri
- Wangari Maathai, prix Nobel de la paix
- Dedan Kimathi, chef de la résistance Mau Mau
- Waruhiu Itote, général de guerre Mau Mau
- Muthui Kariuki, ancien porte-parole du gouvernement
- Catherine Ndereba, médaillée d'argent olympique au marathon
- Irene Wangeci Ndungu, médaillée de bronze aux Jeux du Commonwealth de 1963 (110 mètres)
- Charles Mangua [34]